# Kraftwerk Massaboden
Kraftwerk Massaboden är ett vattenkraftverk i Schweiz.   Det ligger i distriktet Raron och kantonen Valais, i den södra delen av landet, 80 km sydost om huvudstaden Bern. Kraftwerk Massaboden ligger 694 meter över havet.
Terrängen runt Kraftwerk Massaboden är huvudsakligen bergig, men den allra närmaste omgivningen är kuperad. Kraftwerk Massaboden ligger nere i en dal. Närmaste större samhälle är Naters, 1,9 km väster om Kraftwerk Massaboden. 
I omgivningarna runt Kraftwerk Massaboden växer i huvudsak blandskog. Runt Kraftwerk Massaboden är det mycket glesbefolkat, med 7 invånare per kvadratkilometer.